# Zabiják (kniha)
Zabiják (orig. L'Assommoir) je sedmý román Émila Zoly z cyklu Rougon-Macquartové, který vyšel v roce 1877. Většinou je považován za jedno ze Zolových nejlepších děl. Popisuje zhoubný vliv alkoholu na osudy chudých a duševně prázdných lidí. V románu jsou detailní popisy alkoholismu, který je tím „zabijákem“, po němž nese román jméno.

## Vznik díla
Román začal vycházet v roce 1876 na pokračování v pařížských novinách. Kvůli naturalistickým popisům ale začali čtenáři hromadně odhlašovat předplatné, a tak byl Zabiják stažen. Autor však našel jiného vydavatele a i přes hrozby dílo vyšlo. Knižní vydání bylo nakonec komerčně úspěšné, přineslo autorovi slávu a známost ve světě.

## Děj
Venkovanka Gervaisa přijede spolu se svým druhem Lantierem a jejich dvěma dětmi Štěpánem a Klaudiem do Paříže. Zpočátku si díky našetřeným penězům žijí „na vysoké noze“, ale později postupně zastaví většinu svého majetku a přestěhují se do zapadlé části města. Lantier ji po čase opustí s milenkou, po čemž Gervaisa velmi smutní i přesto, že ji bil a stále kvůli něčemu kritizoval. Gervaisa začne pracovat jako pradlena, stane se mezi lidmi oblíbenou a začne se o ni zajímat klempíř Coupeau. Ten ji přemluví ke svatbě, i když ta nejprve odmítala kvůli tehdejším zvyklostem.
Protože Gervaisa i Coupeau jsou pracovití a dobře si vydělávají, stěhují se do lepšího bytu a šetří i na horší časy. Společně mají dceru Nanu, Klaudia pošlou do školy na jih Francie. Rodinná idyla se začne hroutit poté, co jde jednoho odpoledne Gervaisa spolu s Nanou navštívit Coupeaua do práce. Nana na něj zavolá, její tatínek zakopne a spadne ze střechy. Coupeau nemůže asi půl roku pracovat a všechny našetřené peníze padnou na jeho léčení. Po vyléčení už se mu znovu do práce nechtělo, a tak zůstala na obživu rodiny Gervaisa sama. Protože Gervaisa dlouho toužila po vlastní prádelně, půjčila si od známých peníze a zařídila si vlastní podnik. Zaměstnala pradleny a zpočátku se jí i dařilo úspěšně splácet dluhy, stala se mezi známými uznávanou. Coupeau ale začal chodit do hospody a holdovat alkoholu, pomocí něhož utišoval svědomí a vyplňoval pocit prázdnoty.
Během oslavy Gervaisina svátku, na který pozvala mnoho známých, se náhle vrátil její bývalý druh Lantier, ze kterého se stal Coupeaův dobrý kamarád a podnájemník Coupeauových, nejdříve platil nájemné, ale pak se začal chovat, jako kdyby dům patřil jemu a začal rozkazovat. Rodině došly peníze, Gervaisa musela propustit zaměstnankyně a prodat prádelnu. Vypočítavý Lantier se přestěhoval k nové majitelce prádelny a jejímu manželovi, Gervaisiným i jeho známým. Coupeauvi byli nuceni přestěhovat se do činžáku pro chudinu. Coupeau začne pracovat, ale každou výplatu hned propije. Gervaisa se také stane alkoholičkou, pomáhá jí to tak zapomenout na životní strasti. Postupně se přestane starat o děti a začne žebrat. Z Nany se stane prostitutka, Coupeau umírá v blázinci na delirium tremens. Gervaisa dále pije a umírá bez přátel ve špinavé kobce. Smrt je pro ni ale vysvobozením.

## Vliv díla
Podle knihy byl v roce 1956 natočen film Gervaise.